# Ключ 43
| 尢                     | 尢                   | 尢                   |
| ---------------------- | -------------------- | -------------------- |
| 42                     | 43                   | 44                   |
| Піньінь:               | wāng                 | wāng                 |
| Чжуїнь:                | ㄨㄤ                 | ㄨㄤ                 |
| Вейд-Джайлз:           | wang1                | wang1                |
| Ютпхін:                | wong1                | wong1                |
| Он:                    |                      |                      |
| Кун:                   |                      |                      |
| Кандзі:                | 曲足 mageashi        | 曲足 mageashi        |
| Хун:                   | 절음발이 jeoreumbari | 절음발이 jeoreumbari |
| Им:                    | 왕 wang              | 왕 wang              |
| Індекс у Вікісловнику: | 尢                   | 尢                   |

Ключ 43 — ієрогліфічний ключ, що означає кульгавий і є одним із 31 (загалом існує 214) ключа Кансі, що складаються з трьох рисок.
У Словнику Кансі 66 символів із 40 030 використовують цей ключ.

## Символи, що використовують ключ 43

Як писати ієрогліф.

| кількість рисок | ієрогліфи      |
| --------------- | -------------- |
| без додаткових  | 尢 尣          |
| 1 додаткова     | 尤             |
| 3 додаткові     | 尥 尦          |
| 4 додаткові     | 尨 尩 尪 尫 尬 |
| 6 додаткових    | 尮 尯          |
| 9 додаткових    | 尰 就          |
| 10 додаткових   | 尲 尳 尴       |
| 12 додаткових   | 尵             |
| 14 додаткових   | 尶 尷          |